# 真田さな
真田 さな（さなだ さな、1996年3月14日 - ）は、日本の元AV女優。シエロ所属。かつて真田 美樹(さなだ みき)、真田 みづ稀(さなだ みづき)として活動。

## 略歴・人物
東京都出身。趣味はギター。WEBテレビ出演時に、バンドの経験があることを告白。
2016年9月、E-BODYから「Gカップの美しすぎる巨乳」をキャッチコピーに、「真田 美樹」としてAVデビュー。所属は、プライムエージェンシー。
同じ事務所に所属するAV女優で作られているアイドルグループ・LovelyPops（ラブリーポップス）のメンバーに、デビューしてすぐに加入（パープル担当）し、定期ライブや各種イベントに参加。
2018年10月1日 「真田 みづ稀」に改名したことを自身のTwitterで発表。
2019年3月、AV女優の愛原れの・新村あかり・玉木くるみの3名と石垣トモタカ(パラダイステレビ)の計5名でパンクバンド「たちまち。」を結成（ギター担当）。
2020年9月14日、プライムエージェンシーからシエロに移籍し、名前を「真田みづ稀」から「真田 さな」に改名した
2021年7月11日、自身のTwitterにて初作品から5年目となる9月1日で引退する事を発表。

## 作品
無印:単体作品、○:複数人数による共演作品、○出演者:2から3人の共演作品、●出演者:2から3人の共演を含めたオムニバス作品、□:オムニバス作品、□出演者:出演者が3人までのオムニバス作品

### アダルトビデオ

#### 「真田美樹」名義
- 巨乳の野球女子アスリートが興味津々でAV出演!忘れられない男子アスリートとのタフなSEXを求めオッパイをフルスイングするほど腰を振りまくる。撮影が終わっても満足できず、まさかの延長戦志願!!人生初3Pの腰振り千本ノックで息つく暇なくイキ続ける!!（9月1日、ジャンヌダルク/妄想族）
- 初撮りE-BODY経験人数ほぼゼロの人見知り眼鏡少女が脱いだらお宝チョー美乳Gカップだった!しかもムッツリ助平の敏感すぐイキ娘! 真田美樹（9月11日、E-BODY）
- ヌキ打ち?!オナニー調査訪問 巷のオナニー事情調査の為 ユーザー様にオナニーを見せて頂くだけのはずが ち○ぽをシゴきバリバリに勃起させてHなお願いをされたならやはりSOD女子社員は断れないんです。（9月22日、SODクリエイト）□
- 某インディーズバンド所属巨乳ドMギター娘 AVデビュー 真田美樹（9月23日、アップソン）
- 媚薬固定バイブでアクメアルバイトしてみませんか?強制絶頂ウエイトレス編（10月6日、ROCKET）□埴生みこ、相原翼
- マジックミラー号 究極のオナニー方法!?「好きな形のチ○コ作ってみませんか?」街行くお姉さんが自分好みの特製チ○コを作ったら、実際に挿れたくなり…自作ディルドオナニーじゃ我慢できずに本物チ○コ挿入で、やっと満足 2（10月6日、SODクリエイト）□
- 愛する妻からの衝撃の寝取られビデオレター!7 個室ビデオでエロDVDを見てたら妻が俺への当てつけで知らない男に種付けされた!（11月10日、Mr.michiru）□
- 巨乳素人娘のヌードブラ風船割りゲーム（10月20日、ROCKET）□
- Gカップの超絶ボディーギタリストは、ビンタでイク!首絞めでイク!ケツ叩きでイク!驚異の潜在ドマゾ!ガンギマリ種付け中出し! Gカップ みき（11月7日、ジェントルマン/妄想族）
- 愛する妻からの衝撃の寝取られビデオレター!7 個室ビデオでエロDVDを見てたら妻が俺への当てつけで知らない男に種付けされた!（11月10日、Mr.michiru）□
- 妹夜這い 種付け近親相姦 お兄ちゃんの精子で孕んでくれ! 3（11月23日、Mr.michiru）□
- あなたにもできるポルチオ開発セックス 初級編（12月1日、ポルチオ開発研究所）□ ※How To作品
- 給料日まであと三日…昨日パチンコで勝った10万円で、残業中に高い出前でも取っちゃおっかな～とメニューを見ながらワクワクしていると何やら視線が…。（12月8日、SOSORU×GARCON）□森保さな、なつめ愛莉
- 発掘シロウトバンギャ AV出演でキメセクしちゃいました!激カワ巨乳娘なのにはじめてのAV出演でキメセク!理性ぶっ飛び中出し懇願!（12月19日、チキチキカマー/妄想族）
- マジックミラーの向こうには大好きなお母さん…思春期の年ごろな娘&新しいお父さんが2人っきりでこっそりエッチなオイルマッサージにチャレンジ!オイルを弾くほどの若い娘の生マ○コ素股に暴発寸前の義父チ○ポがズブっと挿入!?お金のためならそこまでやるの!?（12月23日、DOC）□咲坂花恋、高城アミナ

- M男性感開発アナル責めメンズエステ（1月6日、アイエナジー）□
- アイエナジー女子社員にすぐに破れるラップ1枚隔てて素股体験させてみました（1月6日、アイエナジー）□
- 素人盗撮買取映像 普段は清楚で大人しい家庭教師に即効性の媚薬を飲ませたら効き過ぎて大変なことになった!豹変!驚愕!大量精子中出しセックス動画（1月7日、国芳）□
- ナンパTV×PRESTIGE 巨乳SPECIAL 02 オナフェス2017（1月13日、プレステージ）□
- 濃厚べろキス美女ヨダレまみれ淫交（1月20日、クリスタル映像）□
- 特命フルヌード捜査官 決意の全裸レストラン潜入ダブルミッション（1月27日、REAL）○鶴田かな
- 現役女子大生家庭教師を家に呼び 黒人がデカチンを見せつけ情熱的に口説き落とす!新感覚呼び出しナンパ 清楚なオマ○コが黒人チ○ポを子宮の奥までねじ込まれるメガストロークピストンSEX!!（2月2日、SODクリエイト）□三原ほのか、麻里梨夏
- ナンパした地味系巨乳女子大生との鍋パーティーで媚薬を大量に入れたら超ヤリマン化!巨乳痴女とハメまくり乱交パーティーになった!!（2月2日、ROCKET）○
- 人間羞恥博覧会 奴隷パドック（2月7日、シネマジック）○
- ショートヘアが可愛い美巨乳いもうと しかもパイパン❤ 真田美樹 Gカップ(93cm)（2月21日、ケードライブ）
- 猟奇的変愛記録 ～ボクはこんな愛し方しかしらない～ 真田美樹（2月25日、BabyEntertainment）
- 巨乳素人娘達のスケ乳首!!親友対決!ブラジャー早脱ぎ競争!!7（2月25日、はじめ企画）□
- レイプしてもいい女（3月7日、カリマンタン）
- DID 誘拐・監禁・着衣緊縛・猿轡 拘束され絶望するヒロインたち2（3月7日、シネマジック）□
- 素人ナンパ GET!! No.187 本音でハシゴ酒編（4月7日、桃太郎映像出版）□
- 爆乳ハミ出しコスプレイヤー みき（4月7日、クリスタル映像）
- 高学歴の巨乳女子大生さんたちに突撃交渉!男子禁制の女子寮で同世代の童貞クンと人生初の王様ゲームしてみませんか?勉強漬けでもてあましている大きなインテリおっぱいを独り占めでハメまくり!!中出し放題!!念願のハーレム筆おろし大乱交 3（4月7日、ディープス）○
- 美脚×ハイレグ×ストッキング眼鏡 VOL.002 推川ゆうり 星空もあ 生駒はるな 真田美樹（4月14日、BAZOOKA）□
- 現金返済する金欠の人妻をキャッシングローンATMで待ち伏せ。ガチナンパでラクラク中出し❤（4月14日、ゲッツ!!）□
- 現役女子大生のセクキャバ嬢が「私のパパになって❤」とエロモード全開で求めてきた!!貴方ならどうする!?（4月14日、ゲッツ!!）□水城りの、星空もあ
- 居酒屋でバイトしている僕の彼女が飲み会で泥酔しヤリチン巨根バイトたちに4P寝取られてしまい悔しいのでそのままAV発売お願いします（4月14日、ゲッツ!!）□武藤つぐみ、さとう愛理
- 美巨乳アスリートM奴隷少女 みき 21歳 元ソフトボール部 Fカップ 真田美樹（4月18日、マザー）
- エッチな女子校生に尻責めされるM男（4月19日、シネマジック）□
- はじめての固定バイブ生電話美人な奥様たちにエッチなゲームしながら旦那様に電話してもらいました!（4月21日、DOC）□
- 玄関開けたら媚薬塗りチ○ポで隙アリ妻を宅配即ズボハメ!! 2（4月28日、SCOOP）□
- マジックミラー号 心優しい子持ちのママがデカチンで妻に挿入を許してもらえない男性に素股奉仕 産後で感度が上がったマ○コは我慢できず、不倫挿入真正中出し!3（5月3日、SODクリエイト）□
- 機械姦暴行（5月7日、シネマジック）□
- 最高級AV女優在籍SEX回春リフレクソロジーVol.002（5月12日、BAZOOKA）□
- マジックミラー号 10代女子限定! はじめての拘束おもちゃ体験で入学したての無垢な女子大生10人激イキ! 6本番成功! 勝手にお漏らしちゃった子3人… in御茶ノ水（5月18日、SODクリエイト）□
- 検証!ADが現場でムラムラしたらAV女優とSEXできるのか!?（5月25日、セレブの友）□
- 口壊 喉レイプ凄絶イラマチオ vol.2（5月25日、BabyEntertainment）□
- イケリーマンの後輩がヤンママと仲良くて俺んちに連れ込んだ!モテない俺は絶好のチャンスと酔わせて過激で卑猥なゲームを始めてみた…Vol.9（5月25日、バッドスターズ/妄想族）○葉月美音
- えげつない巨乳3 水樹まつり（5月25日、豊彦）
- 1vs1 ノーカット初撮りS級素人1発勝負SEX VOL.002（5月26日、S級素人）□
- 素人盗撮買取映像 女子校生中出しレイプ投稿 楽しみにしていた修学旅行の宿泊施設で犯される少女の動画（6月7日、国芳）□
- 浅井陽登と麻生蛍太のお宅訪問（7月6日、GIRL'S CH）○白咲奈々子 ※女性向けAV
- 一度仕方なく許してしまった近所の絶倫少年とズルズル性交を重ねるうちに若いチ○ポでの絶頂にハマってしまい、ダンナにバレるスレスレで何回も中出しされ続けた敏感巨乳若妻2（7月6日、アイエナジー）□
- 素人盗撮買取映像 同級生男子野球部員による部室内野球女子中出し輪姦レイプ動画 練習後にユニフォーム姿のまま犯される野球美女子の記録（7月7日、国芳）□
- 超イケメンがナンパしてきた家出中の女子校生を何度も何度も皆で輪姦しちゃった激ヤバ動画（7月19日、お夜食カンパニー）□
- 自慢の妻をマジックミラー1枚隔てた"寝取られ性感マッサージ"へ オイルまみれでイカされ続けた若妻は我慢出来ずに他人チ○ポで不倫生ハメ真正中出しされてしまうのか!?（7月20日、SODクリエイト）□
- 眼鏡×競泳水着×くびれボイン 真田美樹（7月21日、クリスタル映像）
- えげつない巨乳4 水樹まつり（7月25日、豊彦）
- 巨乳な人妻のナマ着替えを覗いていたら 奥さんのほうから窓ガラスにデカパイ押し付けて誘惑してきた! 3（7月28日、SCOOP）□
- パンツごと挿入大量射精痴漢 3（8月7日、アパッチ）□
- 洗体エステで媚薬を塗られた敏感クリいじりでイった後もさらに連続絶頂させられた日焼け巨乳娘は「店には内緒だけど」と挿入を懇願!!（8月10日、ナチュラルハイ）□
- 吸精サキュバス モテない僕の肉茎から毎朝ミルク精子を搾精するエッチな悪魔っ娘（8月25日、BAZOOKA）□
- 黒パンストで美脚が際立つ元カノに生挿入 引き締まった細い脚を好き勝手に弄りたおしてスマホで撮りながら中に出す（9月7日、Mr.michiru）□
- ラグジュOL ランチタイムにAV出演する働くオンナたち VOL.002（9月8日、BAZOOKA）□
- 一般女性に高額賞金モニタリング 街行く若妻が見知らぬイケメン男子と2人きりでミッションチャレンジ!欲求不満の若妻はイケメンとの密着&過激ミッションをクリアする度に大興奮!カラダはどんどんと敏感になり、もっと刺激が欲しくなる!（9月19日、ATOM）□
- がめつい女を懲らしめろ!素人娘限定!賞金と妊娠を掛けたチキンレース!金に釣られて欲張るほどに高まるリスク!トんだらその場で即種付けセックス中出しの危機一発ゲーム!（9月21日、Mr.michiru）□
- えげつない巨乳5 水樹まつり（9月25日、豊彦）
- 彼女のお姉さんは、誘惑ヤリたがり娘。15 吉川蓮（10月13日、プレステージ）○吉川蓮の妹役
- 女性限定ビジネスホテル オナニー盗撮!!02 初流出裏映像!巨乳OL厳選10人4時間（10月25日、ビッグモーカル）□
- 初めて来たオイルエステで、エステティシャンが予想以上にミニスカート&胸チラで対応してくる!その無防備な格好にソソられるが冷めた態度…。しかし僕がデカチンだと気付いた途端、チ○ポに夢中になり本番行為を自ら求めてきた!!3（11月2日、SOSORU×GARCON）□河音くるみ、永井みひな
- DID 誘拐・監禁・着衣緊縛・猿轡 拘束され絶望するヒロインたち3（11月7日、シネマジック）□
- 乳首吸い比べ選手権（11月10日、REAL）□
- 世田谷セックスレス美人妻ワリキリヤリコン盗撮ビデオ（11月13日、カルマ）○
- 「ハグ/添い寝/腕枕」までしかしてくれないJKリフレ店の女の子とお店に内緒で中出し援助SEXをする。3（11月16日、Mr.michiru）□
- 素人美人奥様限定!電マを当てられながら旦那さんと生電話でミッションに挑戦して高額賞金ゲットしてみませんか?（11月19日、ATOM）□
- 校内女子トイレ ハメション痴漢（11月19日、アパッチ）□
- 巨乳過ぎる妹が実はドストライク!!そんな妹と狭いお風呂で二人きりに!!都内で一人暮らししてるボクが久しぶりに実家に帰ったら想像以上に成長した妹が…妹はすごく甘えん坊だけど頭も良くて兄のボクが言うのもなんだけど巨乳でスタイルが良く可愛い…そして実はボクの…（11月19日、Hunter）□
- サークル合宿で泊まった温泉旅館で夜、集まって部屋飲みしていたら普段と違う格好（浴衣）場所（旅館）で段々と変な気分に！女の子たちの浴衣もはだけて胸などがチラチラ見えたりしていつも以上に女を感じてしまいいつもなら絶対にやらないエッチな王様ゲームをやっちゃったりして結局最後は乱交になって中出ししまくってきちゃいました!!…（11月19日、お夜食カンパニー）●苑田あゆり
- 人妻リアル不倫 流出ラブホ盗撮 本能のままに性を貪る不倫妻の衝撃実態!!（11月25日、ビッグモーカル）□
- 寝取られ限定 高校時代の同窓会にやってきた元クラスメイトは就職活動真っ最中! リクルートスーツではっちゃけ悪酔い!二次会思い出ビデオ～同窓会NTR～（11月25日、お持ち帰り）○天野美優
- 再婚相手の連れ子が無防備な女子校生で股間暴走生中出し!（12月10日、ブリット）□
- 東京五反田人妻専門風俗店内盗撮 スキモノ面食いソープランド店長の入店面接盗撮ビデオ 自分の好みの美形女性だけをハメた厳選秘蔵コレクション（12月13日、カルマ）□
- 衝撃素人投稿!PTAの懇親会で撮影された泥酔させられたあげく意識朦朧の状態で無理矢理性行為を強要されたウチの妻の動画（12月13日、カルマ）□
- 超マジメでお堅い義理の姉の正体は、セックス狂いの超ヤリたがり獣欲娘!4 誘惑に負けて一度体を許したら最後!親が近くにいても関係ナシ!とにかくいつでもセックスを求められて、時間も関係なく家中の色々な場所でヤリまくり!親に見つかるかもしれないというスリルも楽しみたい義姉は本当にバレそうな場所で感じまくる超ド変態!当然ゴムなんて許さない生ハメで何度も中出しを強要されちゃいました!…（12月19日、Hunter）□
- 『1分間だけ私を好きにしていいよ!』女だらけのシェアハウスの唯一のルールは、家事を押しつけた女の子が、押し付けられた男に1分間だけ好きな事をさせてあげる。ボクが最近入居したシェアハウスは奇跡的にカワイイ女子だらけ!確かにビジュアルは最高だけど…（12月19日、Hunter）○
- ラブホテル 拘束固定媚薬バイブ放置 ラブホテルの廊下でほぼ全裸状態で拘束され媚薬バイブをアソコに突っ込まれた敏感娘を犯さずにいられますか?（12月19日、アパッチ）□

- 急成長した親戚のお姉ちゃんの巨乳にビックリ勃起!久しぶりに我が家にやって来た親戚のお姉ちゃんが可愛くて巨乳になっていてビックリ!数十年ぶりに会う親戚のお姉ちゃんたちが見違えるほど可愛くて巨乳になっていて本当に驚いた!!しかも超無防備で谷間は勿論の事…（1月7日、Hunter）○
- Hunter×Apache×ゴールデンタイムトリプルエイチグループ3メーカー連動企画 痴漢されている女子○生を目撃して興奮してしまった私。満員電車に乗った私の目線の先には…痴漢されている女子○生が!?その状況に戸惑っていると女子○生と目が合った私。…（1月7日、ゴールデンタイム）□
- Hunter×Apache×ゴールデンタイムトリプルエイチグループ3メーカー連動企画通学途中に痴漢されてしまった女子たちが興奮を抑えきれずに登校直後に発情!女子だらけの商業高校に男はボク1人で立場が弱くいつもパシリ扱い!しかし、ある朝クラスメイトの女子が通学中に痴漢に遭遇。…（1月7日、Hunter）○
- Hunter×Apache×ゴールデンタイムトリプルエイチグループ3メーカー連動企画 1日に2回痴漢された女子○生（1月7日、アパッチ）□
- 衝撃ネット流出! 教え子たちに犯される新任女教師昏睡レイプ動画（1月13日、カルマ）□
- 姉友が媚薬で発情!お風呂のガラス扉越しにお尻を張り付け挿入懇願!出会いのないボクが姉の家に転がり込んでみたら…女子大生の姉の友達が頻繁に泊まりに来るのでムラムラしまくり!だけど全く相手にされず生殺し状態!!悔し過ぎるボクはお風呂のお湯に媚薬を混入!…（1月19日、Hunter）□
- 「おっぱい揉みてぇ～!!!!!」ただひたすら大きな胸をとにかく揉みたくて揉みたくて仕方がない!!だって超無防備な大きな胸が目の前にあるんだもん!!!この気持ちに嘘はつけない!!久し振りに遊びに来た親戚のお姉ちゃんがとにかく胸が大きくなっていた!!…（2月7日、Hunter）□
- 修学旅行で神展開!童貞なのにデカチンのおかげで乱交三昧!イケメンの友達に強引につれてこられた先が女子部屋!行ったはいいが雰囲気に飲まれあまりしゃべれず。しかし、そこに先生が見回りにやって来て慌てて布団の中に隠れたら、気になるあの子と超密着状態で二人きり…（2月7日、Hunter）○
- ジーパンくり抜き固定バイブ本屋痴漢（2月7日、アパッチ）□
- 「中出しされて妊娠したくないなら友達をここに呼び出してよ!」絶倫少年女子○生 友達連鎖中出し輪姦（2月7日、アパッチ）○
- うちの近所の女子学生が毎日ソソるブルマ姿でランニング 家の前で体操をしたり途中で具合が悪くなったりしている女子に「うちで少し休んでいけば」と声をかけたら、汗のためノーブラ透け乳首&くい込みブルマで入ってきた!（2月8日、SOSORU×GARCON）□七海ゆあ、結菜はるか
- 素人NTR投稿 親友の彼女を寝取っちゃったヤツ!ハメ撮りして投稿して下さい!（2月13日、カルマ）
- 都内某コンビニエンスストア悪徳エロ店長による万引き制服美少女中出し折檻動画（2月13日、カルマ）□
- 「お願いもう止めて!もう何度もイっちゃってるって言ってるでしょう!」イってもイってもイキ止まらないハードピストンで義姉がエビ反り連続爆イキ!3 突然出来た義理のお姉ちゃんは清楚で美人なのに実はヤリマンでSEXのハードルがすごく低い!!（2月19日、Hunter）□
- マジックミラー号 乳首の色が気になる美意識高い産後セレブ奥様が乳輪色を綺麗にするクリームを塗りこまれ乳首イキ!10人中10本番!in白金（2月22日、SODクリエイト）□
- フリーダム センズリ観察オーディション2018（3月5日、フリーダム）○
- 巨乳シロウトOLさん限定!全員Gカップ!「張りのあるおっぱいを手に入れてみませんか?」 チクビをひたすら責め勃てる乳ツボマッサージ体験したらピクピクしながらチ●ポ挿入懇願しちゃいました!!（3月7日、ナンパJAPAN）□天野美優、美国沙耶
- 田舎に住むボクの実家が民泊に!?都会から美人姉妹5人が泊まりに来て2泊3日の共同生活!都会の女性の洗練された魅力にクラクラなボクは女性に慣れていないせいもあってかもう大興奮!しかも、親が我が家のように使ってくださいと言うもんだから、女性客もリラックス…（3月7日、Hunter）○
- 受付で目が合う社内1美乳なソソる女子社員の生着替えを覗き見!!思わず夢中になっていると…バレた!でもフル勃起チ○ポは収まらない!!ヤケクソになり彼女の黒パンストにチ○ポを擦り付けてみたら、向こうも興奮し始めてベロキス社内ファックに!!（3月8日、SOSORU×GARCON）□折原ほのか、苑田あゆり
- 「先っぽだけ入れさせてください」と素人娘をモニタリング!部屋に招き入れ男優がパンツを脱ぐと恥ずかしがる理想のリアクション!ところが… エロモードに入った途端すさまじいセックスを披露し絶倫男優がギブ逃げするほど変態娘だった。（4月1日、ぐりーんあっぷる）□
- 巨乳水着ギャルばかりを狙う 海の家ナンパエステ10（4月1日、変態紳士倶楽部）□
- フリーダム 金蹴りオーディション2018（4月5日、フリーダム）○
- セックス大好き!何よりデカチンが1番好き!でも童貞だけはマジ勘弁!そんな超ヤリマンの私ですが…童貞の弟にマジで困ってます!なぜなら、弟は私が知る限り1番のデカチンだから!!こんな近くに今まで経験したことのない大きさのデカチンがあるなんて…!だけど、弟だし…（4月7日、ゴールデンタイム）□** 童貞喪失!がまさかの寸止めストップで素股に格下げ!『お願いやめて!!ダメダメ!ダメだよお兄ちゃんそれ以上動かしたら本当に挿っちゃうよ!』でもどさくさ紛れで挿入したら中出しお願いモードに!突然出来た巨乳過ぎる義理の妹は超可愛くて無防備だからパンチラ…（4月19日、Hunter）□
- パンチラ&ポロリ連発!素人限定!拘束声出し我慢ゲーム2（4月19日、ATOM）□
- 夜勤中に居眠りしている看護師を夜這いしちゃった俺 6（4月26日、アキノリ）□
- フリーダム 脚コキオーディション2018（5月5日、フリーダム）○
- 転校した学校は『ウルトラクールビズ!』生徒も先生もおへそ丸出し!パンチラしまくり!おっぱいも半分見えちゃってる超ミニミニ制服でフル勃起必至の学園生活!（5月7日、ゴールデンタイム）○
- 優し過ぎて本番までご奉仕ハッスル!!Jcupプルプルおっパブ嬢 RION（5月19日、S1 NO.1 STYLE）○RIONの同僚（エキストラ）役
- 真面目なはずの女子生徒のいけないHな噂を耳にした教師の私は、女子生徒を放課後呼び出して指導!してたのですが…急にソワソワし始める女子生徒。すると「私1日1回Hしないと死んじゃうんです…!」とSEX依存症をカミングアウト!?（5月24日、SOSORU×GARCON）□森苺莉、苑田あゆり
- 『くしゃみ』で性格豹変!?真面目な女性がくしゃみをしただけで超淫乱ヤリマン娘になっちゃった!?（6月7日、ゴールデンタイム）□
- ネットカフェカップル NTR中出し痴漢（6月19日、アパッチ）□
- ピンクナース接近中❤(ハート)入院中の僕に発情した看護師がエッチなキバを剥く!（7月12日、アキノリ）○かなで自由、明海こう
- ボディストッキングがはち切れる!巨乳・巨尻が肉厚マ○コで吸い取る精子 小悪魔編 優梨まいな・真田美樹（7月12日、Mr.michiru）○優梨まいな
- 悪徳エロ医師盗撮37 ○○産婦人科セクハラ診察（7月13日、カルマ）□
- 魅惑のおっぱい奴隷 04 美顔、巨乳に濃厚精子20発（7月20日、MAD）○皆瀬杏樹
- ソソる男女合同夏合宿!いつもは女子テニス部だけで合宿するのですが今年に限って男子テニス部も混じって合同合宿!合宿中、禁欲生活を強いられ欲求が溜まりまくってる女子部員がこっそりイキヌキSEX!!（8月1日、SOSORU×GARCON）○
- W巨乳おっぱい丸見えウォータースライダー!プールで水着の女性を堪能していたボクは大興奮!なぜなら浮かれてみんな無警戒だから水着から胸チラ、ハミ尻しまくりなんです!さらに!ウォータースライダーに乗って水着が外れた巨乳女子が落ちてきた!目の前にナマ巨乳…（8月7日、Hunter）○
- 小悪魔的で超カワイイ巨乳過ぎる義妹は実はヤリマン!そんな危険な義妹と狭いお風呂で二人きりで人生最大のピンチ!!突然出来た妹は可愛くて超巨乳!!しかも、毎日無防備だから胸の谷間やパンチラ、ノーブラの時はポッチが丸見えでなかなか妹として見れない!!…（8月19日、Hunter）□
- S級美人女子ばっかりのクラスに男子はボク1人のハーレム状態!さらにちょっとヤンチャな女子たちが仕掛けるスカートめくりやジャージおろしがクラスで流行っていて、何もしなくても毎日のようにパンチラが拝めるんです!パンチラだけじゃありません!たまに可愛いおしりも…（9月7日、Hunter）○
- 「彼氏のチ○ポじゃイケなくて…」性に悩む巨乳女子大生に白濁汁があふれ出まくるまでイってもやめないデカチン追い打ちピストン!短小早漏チ○ポの彼氏とのSEXにストレス溜まった欲求不満マ○コが連続ガチイキ!デカチン欲しがり連続中出し合計13発（9月7日、DOC）□
- 泥酔した女上司の乳首はツンイキするほどの超敏感スイッチ!!出張先の旅館の手違いで美人女上司と相部屋に!それでも温泉と美味しい料理に羽伸ばしまくりの女上司はお酒も飲みまくり!泥酔して胸チラ連発でボクは勃起しまくり!すると爆睡しちゃって浴衣はだけまくり…（9月19日、ゴールデンタイム）□
- 『ねぇ、逃げないでよ…』家庭教師の先生と女子●生の教え子があまりにも可愛くて親がいない時に自宅…でも最後はなぜか、もう逃げませんでした…。2（9月19日、アパッチ）□
- 新作撮り下ろし!被害者10人!痴漢プレミアム 巨乳OL編（9月19日、アパッチ）□
- 満員バスで背後から制服越しにねっとり乳揉み痴漢され腰をクネらせ感じまくる巨乳女子○生5（9月20日、ナチュラルハイ）□
- こんな野外で?!顔射後も止めない突然の笑顔しゃぶりで連続2回おねだり女子○生4（9月20日、ナチュラルハイ）□
- 向かいの家の窓から制服着替え中の女の子を偶然目撃してしまい…覗かれているなんて事には気付かず、無防備で気を抜いている姿に…そりゃあ男なら、我慢できません!（9月27日、マーキュリー）□
- 素人ドッキリ!温泉リポート体験!リゾートスパで見つけたビキニ娘に温泉リポートの体験をしてもらいながらエッチなイタズラをしまくっちゃいました!（10月7日、ゴールデンタイム）□
- イッてもイッてもヤメない子宮口直撃!撃ち下ろしハードピストン（10月18日、アパッチ）□
- Gカップ巨乳女子大生が人生初めてのすんごいおっぱい責め&おっぱい密着ホールド中出しSEX!!「おっぱいで興奮する男性ってかわいい!」おっぱい責めで何度も勃起する絶倫チ○ポにJDのパンツは染みまみれ!!（10月26日、DOC）□
- 残業中、夕立ちでブラがスケスケの巨乳女子社員が帰って来た!思わず着替えを覗いていたら見つかってしまい気まずい空気…。しかしブラの替えが無くて今度は透け乳首の女子社員。（11月8日、SOSORU×GARCON）□持田栞里、横山夏希
- ローアングルでベストアングル連発!! じっくり仰ぎ見るパンチラ（11月13日、アロマ企画）□
- ぷるるんおっぱい・Tバックパンツ挑発コレクション2（11月25日、アロマ企画）□
- コスプレ娘 エロポーズパンチラ図鑑（11月25日、アロマ企画）□
- ナチュラルハイ年末スペシャル 敏感 （恥） 巨乳痴漢 2018 撮り下ろし2枚組 10人全員SEXver.（12月6日、ナチュラルハイ）□
- 先生！おっぱいがボクの肩に乗ってます!ボクの家庭教師は美人で超優しくて今にもこぼれ落ちそうなほどの巨乳の持ち主。わざとなのか天然なのか耳元で可愛い声でささやきながら勉強を教えてくれます。かなりの至近距離で熱心に教えてくれるもんだから、先生の可愛い顔が…（12月7日、Hunter）□
- セーラー服と白綿パンチラ（12月13日、アロマ企画）□
- 両親が留守中、今まで二人きりでも全く気にならなかった見慣れたはずな妹の、いつのまにか大人になった下着姿にソソられ思わず勃起!それが妹にバレて「何勃ってるの?お兄ちゃん童貞なんでしょ」（12月20日、SOSORU×GARCON）□
- モゾモゾ喋るガチヲタ女子 絶倫チ●ポで突きまくったらアヘ顔豹変してイキ狂いました!（12月25日、ブロッコリー/妄想族）

- 姉犯日記 真田美樹（1月3日、グローリークエスト）
- 濃厚ベロチューしながらスローオイル手こきでち○ぽ焦らされ続ける。その2（1月13日、アロマ企画）□
- 盗撮×催淫マンダーラ整体 Film.01 インド大陸の伝統的医学を独自に研究・改良したオーナーが美意識高い一般女性たちを極上の癒しに導く!（1月18日、プレステージ）●紗々原ゆり
- 爆乳義姉が混浴露天風呂でこっそり爆イキ!!親が再婚して新しい家族でやってきた温泉旅行!馴染めないボクは少々淡い期待を胸に1人混浴露天に浸かっていると1人の女性が入ってきたと思ったらボクと仲良くなろうとやってきた義姉だった!!想像以上に大きい爆乳は隠そう…（3月7日、Hunter）□
- 『私こう見えてもエッチ好きなんだよ!!』超どストライクな巨乳過ぎる義理の妹と狭いお風呂で二人きり!!突然できた義理の妹はボクの超好みのタイプ!（※具体的に言えば巨乳で可愛くて優しい）一応、義理とはいえ兄妹だから変な気を起こしてはいけないと一定の距離を…（3月7日、Hunter）□
- 巨乳若妻 健康診断乳首こねくり回し中出し痴漢（3月19日、アパッチ）□

- 暖かそうで柔らかそうでぷっくらとして湿ってそうなワレメ見せつけ挑発パンチラ（9月25日、おかず。）□
- ギンギンに仕上がった客のち○ぽにエロ目線を送る射精フェチエステシャン（9月25日、おかず。）□

#### 「真田みづ稀」名義
- ホテル乳国 日本のおもてなしとおっぱいが一体化した趣のある空間で中出し性交（2月21日、SODクリエイト）○宝田もなみ、逢沢りいな
- 即ハメ痴漢 8（3月7日、ナチュラルハイ）□
- 上下同時痴漢3 2人の痴漢師に乳首とマ○コを同時責めされイキ墜ちる女（3月21日、ナチュラルハイ）□
- オイルボイン 透けスケぬるぬるムッチムチGカップ 真田みづ稀（4月5日、クリスタル映像）
- パイズリ痴漢 温泉旅館で火照った谷間マ○コにチ○ポを挿入され赤恥イキする巨乳女（4月11日、ナチュラルハイ）□
- ゴールドコスプレイダー 真田みづ稀（4月12日、GIGA）
- 妹の友達のヤンキー娘に男はボク1人だけの王様ゲーム 2（4月25日、アイエナジー）○
- シロウト女子個人撮影ハメ撮り日記 地味爆乳女子大学生みづきちゃんGかっぷ 真田みづ稀（4月27日、シャーク）
- 下着メーカーに就職したら男はボク1人でまわりは巨乳過ぎる女子社員だらけ!さらに社内で下着姿になるのは当たり前らしく目のやり場に困ってしまい勃起しまくりです!!当然勃起していたら女子社員に見つかりヤバいと思っていたけど女子社員たちは怒るどころか逆に興奮気味?…（5月7日、Hunter）○
- 混浴温泉で乳首をしつこく刺激する乳吸い責めに欲情した女は湯しぶきを立てないスローピストンの快感で中出しを拒めない2（5月9日、ナチュラルハイ）□
- 美娼女戦士セーラーマリリン 真田みづ稀（5月10日、GIGA）
- 本屋で立ち読みする制服姿の女子○生の短いスカートにソソられ思わずパンチラ盗撮。でも真剣で気がつかないからガッツリ覗き込んでいると…何と!その子が万引き!!思わず「あっ」と声が出てしまうと目が合った!お互いにヤバイ状況のまま、周りにバレないよう本屋痴漢!（5月23日、SOSORU×GARCON）□星空もあ、心音ここ
- 同人コスプレピンキーweb8 真田みづ稀さん（5月24日、ピンキーWEB）
- はだかの家政婦 全裸家政婦紹介所 真田みづ稀（6月1日、プラネットプラス）
- 巨乳家政婦中出し痴漢10人SP（6月7日、アパッチ）□
- スーパーヒロイン危機一髪!!Vol.78 騎装戦隊ブリッドレンジャー（6月14日、GIGA）○井上愛唯
- おっぱいがふやけてしまうぐらい揉んで吸って舐めまくりたい!そんなおっぱいマイラブで童貞のボクが『ちょっとでいいからペロペロさせて!』と巨乳の妹に決死のお願い!兄想いのとても優しい妹は『ちょっと吸うだけだよ…』と渋々承諾…。しかし、ボクの超絶舌舐め技に妹が大興奮!?…（6月19日、ゴールデンタイム）□
- ソソる黒パンストの不倫女子社員は刺激が大好き!妻子持ちのオジサンなら誰でもいいのか、明らかに俺も狙われている!ある日あからさまに誘われた勇気が無いオレ!キスまでされたが何とか逃げ出すと…（7月11日、SOSORU×GARCON）□
- 巨乳女子大生ばかりに声をかけオッパイの重さ量らせてくれませんか? 先に10000g達成したチームが賞金Get!「揉んで揺らして舐めて挟むおっぱい開発でバストアップする」とアドバイスされた女子たちはそれ以上の事も、、、（7月13日、はじめ企画）○
- 乳首こねくり回し夜行バス痴漢2 全員中出しVer.（7月19日、アパッチ）□
- ナチュラルハイ20周年記念作品 痴漢総決起集会2019 夏の陣撮り下ろし10作品 完全［中出し］スペシャル（8月1日、ナチュラルハイ）□
- 父と娘の近親セックス 酒癖が悪く、親離れも出来ない私はいつもお父さんに迷惑を掛けています。そんなだからあの日も…。 真田みづ稀（8月1日、プラネットプラス）
- シールが取れたらおっぱいポロリ!アソコも丸見え!ボディシールでクイズタイム●学生（8月7日、ATOM）□
- 隣の美人妻たちに次から次へとチ○ポを奪われた田舎から上京して来た浪人生のボク（8月8日、アイエナジー）○今井まい、海空花
- 『えっ何で水着で宅飲み??しかもかなりセクシーなんですけど!!』ボクには女子大生の姉がいるのですが、ある日の夏、姉が女友達と5人で海水浴に…（8月19日、Hunter）○
- 海の家でバイトしたらラッキースケベだらけ!?今年の夏こそは彼女を!と思い切って海の家でバイトしたら、バイト仲間は超かわいい女子だらけで超ラッキー…（8月19日、Hunter）○
- 緊縛巨乳愛人調教 女子社員を借金まみれの罠に落とす 真田みづ稀（8月22日、ヒビノ）
- ポロリ&マンチラのオンパレード!温泉街で見つけた素人お嬢さん限定!タオル一枚 ツイ●ターゲームしてみませんか?2（9月7日、ATOM）□
- 合宿中の爆乳ママさんバレー部はボクのチ○ポで欲求不満が大爆発!!親戚が経営する合宿所の手伝いに行ったらママさんバレー部の一行がやって来た!…（9月7日、Hunter）○
- 『えっ大きなオッパイが見えてますけど??』巨乳女子大生たちがスパリゾートではしゃぎまくってオッパイ見えまくりで超ラッキー!!スパリゾートで…（9月7日、Hunter）○
- 温泉旅行でボインに成長した親戚のお姉ちゃんたちと混浴!勃起してるのバレバレで洗うふりして握りしめてきます。もうガマンの限界!みんなの目を盗んで湯舟でチ○コ入れちゃうぞー!（9月12日、SWITCH）○
- 真夏の海沿いバスでオイルぬるぬる尻揉み痴漢の快感にイキまくる生意気水着ギャル（9月12日、ナチュラルハイ）□
- 妻達のスリップ面接（9月13日、下半身タイガース/妄想族）□紗々原ゆり、吉澤ひかり
- 素人娘のどアップオナニー9人 至近距離で見られていつもより感じちゃう!（9月19日、かぐや姫Pt/妄想族）□
- 教室内のブラ透け度200%で目のやり場に困る!登校中のゲリラ豪雨でズブ濡れになった女子たちはみんなブラ透け透け状態!その中に男はボク1人…（9月19日、Hunter）●今井まい
- 乳首こねくり回し混浴温泉痴漢（9月19日、アパッチ）□
- 田舎の路線バスでむっつりスケベの純朴人妻にボインの谷間見せつけられ下半身即反応した僕。SEXに飢えた奥さんは僕の元気チ○ポをその場で濡れた股間に押し付けてきて車内や道端で挿入してきた（9月26日、SWITCH）□富井美帆、逢沢りいな
- 乳首吸いつきピストンで何度も中出し!出張先の旅館の手違いで会社の同期の巨乳女子とまさかの相部屋!?普段から真面目でお堅い女の子だと思っていたけど…（10月7日、ゴールデンタイム）□
- どこでもフェラさせられちゃう素人娘たち4 11人（10月7日、かぐや姫Pt/妄想族）□
- 温泉に来た巨乳女子を強制混浴!逃げられない水面下で身体をまさぐられ続け人前で感じてしまうムッツリ女子を×××（10月10日、アキノリ）●瀬戸すみれ
- ゲリラ豪雨メガネ女子●生下着透け痴漢（11月7日、アパッチ）□
- 同窓会で会った初恋の女はむっちむっちエロボディーの人妻になっていた!夫とHしてないスケベなカラダ持て余し僕の勃起チ○コ握りしめ「ここでヤッちゃおーよ」みんなの居る横でこっそりハメてお漏らし汁だく!（11月7日、SWITCH）□
- 普段妻に頭が上がらないボク 今日も年上の妻にクンニを強いられてます だがそれがいい（11月8日、ケイ・エム・プロデュース）□
- 恐怖で振り向けない背後から指が徐々にマ○コに近づく尻ワレメ痴漢で興奮し腰を前後に振りだす発情女4 女子○生限定SP（11月21日、ナチュラルハイ）□
- 【G1】スパンデクサー・ネオ2 ～サンエンジェルと喪失の連鎖～ 真田みづ稀（11月22日、GIGA）
- 『バカ！お前の胸当たってるよ!』『えっ!お兄ちゃんの大っきい…』超ヤバイ!巨乳過ぎる妹と狭いお風呂で二人きりで超絶デカチン勃起!ボクの妹は巨乳でスタイル抜群!…（12月7日、ゴールデンタイム）□
- 一回だけだよ…? 身体が敏感に反応するこたつでの浮気エッチ（12月13日、ケイ・エム・プロデュース）□EMILY、河北はるな
- ぶっかけられた巨乳女教師 真田みづ稀（12月26日、ヒビノ）

- 素人娘の全裸図鑑9 今時の女の子13名が恥らいながら脱衣していく様子をじっくり撮影した、変態紳士のためのヘアヌードコレクション（1月7日、かぐや姫Pt/妄想族）□
- ハレンチ指導で泳ぎがぐんぐん上達!!競泳水着巨乳インストラクター（1月17日、BAZOOKA）○
- 女性配送ドライバー仮設トイレ痴漢（2月7日、アパッチ）□
- ワケあり美少女の￥裏バイト。 05（2月7日、プレステージ）□
- 固くて無機質な突起部分に恋した熱中角オナニー（2月14日、ケイ・エム・プロデュース）□
- 超小悪魔な巨乳義妹とお風呂で二人きり!!で大ピンチ勃起!!突然出来た義理の妹はとにかく胸が大きい巨乳ちゃんです!!普段から胸の谷間や胸の…（3月7日、Hunter）□
- 元祖!父親なら娘の裸当ててみて ハズレたら父親かAV男優と中出しSEX（3月12日、ROCKET）□宝来せな、若宮穂乃
- セリーヌの星 ～陵辱奉仕の罠～ 真田みづ稀（3月13日、GIGA）
- 本物全裸素人 局部パーツ接写＆アクリル板に圧着ファイル（3月13日、S級素人）□
- トリニティーガール 王族ハンター強襲! 真田みづ稀（3月27日、GIGA）
- 透けている乳首を全く気にしない巨乳女性だらけのシェアハウスに男はボク1人!義姉が住む女性専用シェアハウスにこっそり三日間泊めてもらったら…（4月19日、Hunter）●石原理央、今井まい
- 怪盗ピンクスネーク 真田みづ稀（4月24日、GIGA）
- パンツ越しでジックリ見える お漏らし自慰（5月8日、レイディックス）□
- 舌苔痴女(ぜったいちじょ) 真田みづ稀（5月8日、レイディックス）
- 町内会の飲み会に女1人で参加してきた巨乳若妻を眠剤で眠らせ輪姦!卑猥な格好で拘束した若妻が目を覚せばとことん輪姦!媚薬も飲ませてイカせまくってチ●ポ狂い!…（5月19日、アパッチ）□
- マジックミラー号 男友達みたいなボーイッシュな女の子が媚薬チ○ポでハメ潮スプラッシュ（5月21日、ROCKET）□湊ふみ、山口葉瑠
- 鉄鎖拘束拷問 地獄のボンレスハム! 真田みづ稀（5月22日、エーゲ）
- 巨乳の谷間はもはやマ○コだ!女性器として扱うパイズリ3（9月3日、グローリークエスト）□
- J○文化祭Gcup爆乳密着ソープ（10月7日、山と空/妄想族）
- どんな女でも絶対にイカせる玩具で何度もガチイキするアヘ顔晒しオナニー2（10月15日、グローリークエスト）□
- 見せたがり露出日記 真田みづ稀（11月19日、山と空/妄想族）
- 勃起したチ○ポを見せつけられ、興奮してSEXまでしちゃった素人娘。 vol.2（12月1日、OFFICE K’S）□

- 素人娘 初めての「チ○ポ洗い」アルバイト4（1月1日、OFFICE K’S）□
- パンストの破れた穴からパンティずらして強制挿入!卑猥な言葉で誘惑し騎乗位で中出しさせる痴女（1月21日、グローリークエスト）□
- 素人娘 初めてのエロ尻ディルドオナニー 1（3月1日、OFFICE K’S）□

#### 「真田さな」名義
- 元恋人は夫の弟…背徳の肉体契約 真田さな（3月1日、プラネットプラス）
- 「俺の妻を汚してくれ」わざと出張で家を空けて妻が他人に調教され私には見せたことない顔でイキまくっている姿を盗撮して興奮しています。（3月7日、Hunter）□
- プライベートおっパブ お店が突然の休業 お金に困った嬢から2人で会いたいと連絡が… 店に内緒でおっぱい揉んで中出しセックス 真田さな（3月11日、Mr.michiru）
- 「二十歳になったらボクと最後までしてくれますか?」ずっと好きだった義母と二十歳を迎えた0時、ずっとずっと我慢していた念願のセックス!（4月19日、Hunter）□
- 夫の借金の為に肉体返済を迫られた巨乳妻 真田さな（4月19日、KSB企画/エマニエル）
- 痴女姉妹＃2～巨乳女子大生姉妹の快楽追及チ●ポシェア～（4月25日、SEX Agent/妄想族）○竹田まい
- 顔面騎乗ぶっかけ放尿（5月7日、犬/妄想族）□
- ぐっすり眠る姉の体を毎晩いじくるボク。我慢できず勃起チ○ポを挿入して低速ピストンで中出ししたら姉が豹変!自らチ○ポを求め高速打ちつけ騎乗位!（5月7日、Hunter）□
- デカチンに憧れるHカップの地味巨乳娘をお望み通りでっかいマラでイキ堕とす! コスプレ/中出し/高長身/オタク/地方在住（5月13日、うさぎ/妄想族）
- 女性専門風俗店レンチン～痴女歓迎!20分からご利用可能!随時勃起中のドM男大量在籍レンタルチ●ポ～（5月25日、SEX Agent/妄想族）●竹田まい
- 狂気ドMの従順爆乳 仮）さな 喉奥も膣もハードコア100%極虐開発 歪んだSM調教に陰キャ女、大喜び（5月25日、えむっ娘ラボ）
- 『アンタ怒られているのにドコ見てるの？私の胸、見てたよね？』普段、超厳しい女上司は実はむっつりヤリマンビッチでカニばさみロックで中出し強要！（2021年6月19日、Hunter）
- 快感アナル解禁 真田さな 肛門アクメ、浣腸噴射ぶっかけ、3穴SEXで酔いしれ絶頂イキ（2021年7月8日、ナチュラルハイ）
- ボクが働いているスタジアム近くのコンビニでは試合観戦やライブで浮かれた興奮状態の女子が入れ喰い状態！イベント効果なのか普段より警戒心が薄く…（2021年7月7日、Hunter）
- ノーブラ＋キャミソール×地味隠れ巨乳義姉=乳首が透けるほどおっぱい舐め回していいってことですよね！？親の再婚で優しくて頭の良い義姉が…（2021年7月7日、Hunter）
- 「おち○ちんの皮を剥いてちゃんと洗わなきゃダメだよ！」4ボクの事をいつまでも子供扱いする年の離れた姉がボクの包茎チ○ポの皮を剥いてちゃんと…（2021年7月7日、Hunter）
- ウチの息子性欲モンスターで困ってます…（2021年7月13日、ケイ・エム・プロデュース）
- 憧れのカノジョ 真田みづ稀（2021年8月13日、クリスタル映像）
- 極小ビキニとローションで素人お姉さん赤面照れ 素股体験中にヌルっと生挿入アクシデント！！「‘挿れない’って言ってたじゃん…」なんて無視してノースキン本番SEXで精子注入！！（2021年8月13日、ケイ・エム・プロデュース）
- 彼氏とはご無沙汰…セックスレスで欲求不満！ヤリマン系淫乱女子と初めてのオフパコ！（2021年8月25日、クリスタル映像）
- セクシー巨乳警備員に痴●が見つかり…腰が砕けるほどエロい身体でお仕置きされました！！（2021年8月26日、SOSORU×GARCON）
- スパンデクサー・ネオ4 サンエンジェルと肉欲の尋問（2021年9月10日、GIGA）
- 『そこも隠さないで…全部洗ってあげるから…』超心配性で巨乳過ぎる姉がケガしたボクを心配して一緒にお風呂に入る事に！巨乳がボクの腕に当たって…（2021年9月14日、Hunter）
- ギャル×綿パン、ロリ×Tバック、地味女×超セクシー下着…絶対手を出してはいけない相手なのにギャップ系萌え下着に興奮してしまった私…。（2021年9月28日、Hunter）
- おばさん達の下着盗って何するつもりだったの？「おばさんの下着だから欲しかったんです！」若い男の子からそう言われた瞬間、ママ友達はトキメキと興奮が止まらず目の前の若者チ○ポで忘れていた女の感情を確かめる。（2021年11月9日、椿鳳院）
- あれ？射精しても賢者タイムが全然こないよ！だから中出ししまくり！2回戦！3回戦当たり前！絶倫3姉妹に、こっそり超ハイパーな勃起薬を飲まされた僕！ 急にカラダが熱くなり、マ○コのことしか考えられなくなって、女子を押し倒す！そしてそのままエッチしちゃった！（2021年11月11日、SWITCH）
- 【G1】テクノギア 雪辱の折れた翼（2021年11月12日、GIGA）

### VR

#### 「真田美樹」名義
- 真田美樹 巨乳でナイスボディなボクの彼女は誰もがうらやむ挑発コスプレ彼女（2月16日、CRYSTAL VR）
- 真田美樹 カノジョがあのセーターに着替えたら…スレンダー巨乳炸裂!大興奮中出しSEX!（5月29日、CRYSTAL VR）

#### 「真田みづ稀」名義
- 女がみんなおっパブ嬢になるCDを手に入れた!（5月10日、SODVR）□梨々花、深田結梨
- 聴覚刺激VR オナニー女子の吐息・耳舐め・愛液音（5月11日、SODVR）□
- 真田みづ稀 彼女が水着に着替えたら…超絶ボディに興奮度MAX!!パワフル中出しSEX!!（5月16日、CRYSTAL VR）
- パンチラ×太もも×ニーソ 絶対領域VR 3（5月16日、CRYSTAL VR）□
- 超ボイン、超オイルSEX 真田みづ稀（10月1日、KMPVR-bibi-）
- 競泳水着VR（10月16日、KMPVR）□
- 腋VR（10月17日、KMPVR）□
- 「セフレになろうよ」"ちょろ"すぎる新人巨乳デリヘル嬢に連続射精(ダ)しまくり2 真田みづ稀（10月17日、KMPVR-bibi-）
- Gカップ以上しか存在しない究極のおっパブVR!!都内某所にOPENした話題沸騰の超過激サービスが存在するという噂のおっパブに潜入!!…（10月31日、TMAVR）□

- パイズリVR ～巨乳だけが許されるパイズリプレイ8連発～（1月10日、KMPVR）□

#### 「真田さな」名義
- 「駐輪場とか校舎裏でいい?」誰かが来そうなスリルと快感!ヤリマンJ○と出会って3分で即パパ活（2月2日、RADICAL）□伊藤くるみ
- そなたに時間を止める能力を授けよう!謎のストップウォッチで自由自在に時間を止めて、同級生も新任教師も保健の先生も好き放題のヤリ放題!!時間停止VR（2月18日、Hunter）□
- 爆乳を楽しむVR 国宝おっぱい8名（2月25日、KMPVR）□
- パパ活○生Live ドキュメント 真田さな（2月25日、VR総研9課）
- 【VR】S級総勢16名の超フェチ図鑑！持ってけ総勢16人百科事典！vol.2 宮沢ちはる 辻井ほのか 弥生はづき 逢見リカ 夏原唯 優梨まいか 真宮あや 他超かわいい素人たちも大量放出！！（2021年3月25日、VR総研9課）
- ド変態痴女姉妹～悩殺連係プレイで魅せる痴女アンサンブル～真田さな/竹田まい（3月26日、CASANOVA）○竹田まい
- 【VR】マジックミラートリプルルームNTRエステ 両隣で彼女と彼女の友達がヤられている中、僕も痴女エステティシャンにヤられてしまう…（2021年5月13日、SODクリエイト）
- 【VR】子作りできるVR 巨乳デリヘル嬢編 真田さな（2021年5月20日、Mr.michiru）
- 【VR】女体変態フェチ図鑑VR 真田さな（2021年7月25日、VR総研9課）
- 【VR】顔踏み特化 土下座視点×強●自慰 M男専門（2021年8月11日、プリモ@VR）
- 【VR】変態女体図鑑フェチVRおしり揉みしだき 見せつけアナル vol.1（2021年9月12日、VR総研9課）
- 【VR】ムレ染みパンティ顔圧迫特化（2021年9月16日、プリモ@VR）
- 【VR】変態フェチセレクション THEストッキング vol.4（2021年9月19日、VR総研9課）
- 【VR】変態フェチセレクション 巨乳ディルドパイズリ（2021年10月3日、VR総研9課）
- 【VR】変態フェチセレクション おっぱいでグリグリのボインボイン vol.3（2021年10月10日、VR総研9課）

### 配信のみ
- 生理日管理アプリ「ル○○ナ」を見せてくれる女はオープンな性格でしかも丁度生理じゃないから簡単にヤレるんじゃないか？説（2020年12月2日、むちゃぶりTV）
- チャレンジ！タイマー電マ さな 真田さな（2020年12月19日、大洋図書）
- チャレンジ！タイマー電マ くるみ うい さな（2020年12月19日、大洋図書）
- もう我慢できない！お金目当てで嫁いできた息子のデカ乳嫁を息子の目の前でヤケクソ公開不倫！ただの奴●じゃ物足りない！下の世話まで全部させる下級奴●にしてやる！真田さな（2021年7月23日、SODクリエイト）
- 【配信専用】ヤリマン系淫乱女子と初めてのオフパコ！真田 さな（2021年7月30日、クリスタル映像）

### web配信

#### FANZA
- みき（2020年10月21日、ときわ映像）
- 真田さやか（2021年2月4日、恋する花嫁）
- まお（2021年2月25日、おま〇こ金融道）
- さな（2021年3月14日、G-AREA）
- さなな（2021年6月2日、素人ホイホイsweet！）
- さな（2021年6月25日、おっぱいちゃんず）
- ちほ（2021年7月5日、ハメドリネットワークSecondEdition）
- ちほ 2（2021年7月16日、ハメドリネットワークSecondEdition）
- さな＆あや（2021年8月11日、P-WIFE）
- さな＆あや（2021年9月3日、P-WIFE）

#### MGS動画
- ナイスバディーな女子校生の隣人とラッキーSEX（2021年3月17日、ときわ映像）
- さな（2021年3月24日、G-AREA）
- 実業団所属Gカップ軟式女子野球選手のハメ撮り流出！エロ過ぎる恵体をヒクつかせながらお口とマンコで男根を神スイング （2021年7月5日、ハメドリネットワークSecondEdition）
- Gカップ美巨乳の女子野球選手を生チンポでハメ落とし！オイルまみれの恵体を好き勝手ヤリまくる中出し（2021年7月16日、ハメドリネットワークSecondEdition）
- 巨乳の虜 やわらか爆乳！！たぷんったぷん揺れる（2021年7月16日、九龍）
- 【中出し追跡24時】G美巨乳ワケありマスク美人が膣奥ガン突き鬼ピストン&中出し2連発で絶頂メス堕ち！！【case:01/サポ活の実地調査】（2021年9月1日、黒船 ）

#### FC2
- 【野外露出】Gcup巨乳輪ビンビン乳首セフレ24歳♪／庭でボイン騎乗位／全裸バドミントン／13回絶倫絶頂中出し顔射3発射【個撮】（2020年9月25日、あうとどあ仙人1号）
- 【露出狂】Gcup巨乳輪ビンビン乳首セフレ24歳♪／民家の道路でリモバイ／20回絶頂中出し顔射2発射【個撮】☆レビュー特典あり☆（2020年9月26日、あうとどあ仙人1号）
- 【人妻の性欲】Icup人妻・SEX依存♀を乱交パーティにご招待。中出しまんこでチルアウトしながら絶頂ピクピク痙攣して幸せそうな浮気奥さんｗもちろん飛びついて中出し放題！【最高の時間】（2021年6月27日、中出しナックルズα）
- 【閲覧注意】人妻・SEX依存♀が入りびたるSEX団地に潜入！毎日ひらかれる乱交パーティに性欲狂いのHカップ女がわんさか！犯し放題！中出し放題！たっぷり種付けしてきましたｗ【この世の天国】（2021年6月20日、中出しナックルズα）
- 【媚〇シーシャ♥】ペニス大好きGカップ巨乳♀（22）と最高快楽で生SEX。挿しただけでイク発情まんこで連続鬼アクメ！30分で中出し懇願！【最高の時間】（2021年7月4日、中出しナックルズα）

#### Pcolle
- 【睡◎姦】【着替え・胸チラ・パンチラ】【特典4本】都内私大ミニバスサークル連休合宿・2年女子マネージャー3名①《限定最高画質》（2020年10月24日、K.Ui）
- 【睡◎姦】【着替え・胸チラ・パンチラ】【特典4本】都内私大ミニバスサークル連休合宿・2年女子マネージャー3名②《限定最高画質》（2020年10月31日、K.Ui）
- 【睡◎姦】【着替え・胸チラ・パンチラ】【特典4本】都内私大ミニバスサークル連休合宿・2年女子マネージャー3名③《限定最高画質》（2020年11月7日、K.Ui）

### イメージビデオ
- 初恋乙女 揺れる美少女の胸の内　若里なつき（2016年10月28日、CRANE）
- うれしはずかしHカップ/門脇ほの花（2019年12月23日、pistil）
- Hな裸/門脇ほの花（2020年12月23日、pistil）
- ファイナルステージ/真田さな（2021年8月23日、Precious Beauty）

### デジタル写真集
- LovelyPops 伝説女子（2017年7月31日、KADOKAWA）

## 出演

### テレビ
- スパローズのギリギリアウツ!?#179（2016年9月26日）
- ラブリーポップスのラブポの時間ですよ（2017年10月2日、エンタ!959）※ラブリーポップスとして
  - Part1（2017年10月2日、エンタ!959）[12]
  - Part2（2018年2月16日、エンタ!959）[13]
  - Part4（2020年4月18日、エンタ!959）[14]
- 友旅女子 真田みづ稀×今井まい（2020年2月2日、エンタ!959）[15]

### WEBテレビ
- 今夜も響かせNight ～アナタにツッコませていただきます～
  - #5 （2017年7月19日、ニコニコ生放送）[16]
  - （2017年12月20日、ニコニコ生放送）[17]
- トイズハートプレゼンツ「ハートの部屋（仮）」（2017年11月9日、ニコニコ生放送） 第17回ゲスト（ラブリーポップスとして）[3][6]
- セクシィ女優に選ばれる夜（2018年7月23日、ニコニコ生放送） #21 ゲスト[18]
- トイズハートプレゼンツ「PrimeTV2nd真田美樹の今夜も酔っ払わナイト!」（2018年8月24日、ニコニコ生放送）[19]
- エロキン シリーズ（2018年、ビデオマーケット）[注 1]
- 愛原れのの本気も本気!（2019年11月25日、ニコニコ生放送） #20 ゲスト[20]
- 全裸監督2（2021年6月24日 全話配信、Netflix） - 第6話、第8話

### イベント
- プライム学園高等部 球技大会2018 秋（2018年11月6日、リアクション柏）[注 2]
- PrimeCafe（2019年2月1日、東京・秋葉原・ホワイトエレファント）[注 3]